# T92 (танк)
T92 (англ. 76mm Light Tank T92) — опытный лёгкий танк США 1950-х годов. Разработан инженерами корпорации AAI (Кокисвилл и Балтимор, штат Мэриленд) в 1954—1955 (разработка была начата одновременно с танком T71) и предназначался для замены серийного лёгкого танка M41 «Уокер Бульдог» более лёгкой и компактной машиной.

## История создания
Два прототипа T92 были собраны в 1955—1957 и проходили испытания на Абердинском испытательном полигоне. Планировалось развивать программу T92 и далее, однако в свете данных разведки о массовом производстве в СССР плавающего танка ПТ-76, армия прекратила программу T92 в пользу создания собственного плавающего танка, которым стал M551 «Шеридан».

## В игровой индустрии
Танк Т92 представлен в играх World of Tanks и World of Tanks Blitz. В первой он является премиумным лёгким танком 8 уровня, а во второй на 9 уровне и в дереве исследования представлена выдуманная разработчиками конфигурация из корпуса Т92 и башни с вооружением Шеридана.
Т92 представлен в компьютерной игре War Thunder как техника IV ранга боевого рейтинга 7.0, идущая после M41А1.
Танк T92 представлен в многопользовательском, танковом, аркадном шутере Tanktastic, выпущенном для платформ Android и IOS